# Modi a trasposizione limitata
I modi a trasposizione limitata (fr. Modes à transpositions limitées: letteralmente modi a trasposizioni limitate ma sulla differenza si legga sotto) sono delle scale musicali utilizzate melodicamente e come cellula germinale di nuove armonie nella musica di Olivier Messiaen che diede ad esse tale nome.
Esse sono ottenute dividendo l'ottava in moduli uguali di cui l'ultima nota è la prima del successivo. Tali moduli vengono divisi in gruppi uguali di intervalli, così che dopo un certo limitato numero di trasposizioni cromatiche (cioè un semitono verso l'acuto o il grave) la successiva trasposizione ripresenta le stesse note di partenza.

## Storia
L'avvento del sistema temperato diede alla trasposizione e alla modulazione una flessibilità prima offuscata dalla persistenza di reminiscenze della modalità, a prezzo della limitazione della modalità a due tipi (maggiore e minore).
La ricerca di nuove scale come fonte di nuovi contorni melodici e triadi alterate "legittimate" da quelle si può far risalire già ai primordi della musica tonale, con l'uso cosciente di scale minori melodiche discendenti o scale minori armoniche in Bach.
Il Romanticismo e la musica ottocentesca esplorarono fino all'esaurimento le risorse dell'armonia cromatica, dando alla scala cromatica un'importanza prima inedita.
Si devono a Nikolaj Rimskij-Korsakov le prime sperimentazioni armoniche con scale a otto suoni, a Claude Debussy l'esplorazione delle possibilità espressive della scala esatonale.  Messiaen prese spunto proprio da Debussy per elaborare una coerente teoria di scale a trasposizione limitata: la scala esatonale possiede infatti due caratteristiche quali l'assenza di una "tonica" e la possibilità di una sola trasposizione che se da un lato deluse i nostalgici della composizione tonale, dall'altro aprì nuovi orizzonti per i ricercatori di armonie irrelate al discorso tonale.
A partire dal medesimo punto Arnold Schönberg concepì la scala cromatica come "crocevia per tutte le direzioni" per quella che volle chiamare "pantonalità" piuttosto che "atonalità". Egli trasformò la scala cromatica in "serie" di dodici note proprio offuscando e negando ad essa lo statuto di "scala". Il cammino della musica seriale ebbe solo sporadici contatti con i modi a trasposizione limitata, per lo più grazie a Messiaen o ai suoi discepoli.

## Teoria
I presupposti della costruzione dei modi a trasposizione limitata sono:
1. il temperamento equabile, cioè la suddivisione dell'ottava in dodici parti uguali;
2. il cromatismo, cioè l'avvenuta corrosione del principio di tonalità, cioè la centralità di attrazione del primo suono di una scala. Le scale di esempio si fanno partire dal do convenzionalmente.

### Definizione
Una sequenza di intervalli è "a trasposizione limitata" quando, trasportata verso l'acuto o verso il grave di un certo intervallo, ripresenta esattamente la stessa sequenza di intervalli. (Nella tonalità e nella modalità antica questo avviene solo trasportando all'ottava superiore o inferiore). I modi a trasposizione limitata si ottengono dividendo l'ottava in moduli uguali.
Data l'assenza di un concetto di tonica in tali scale Messiaen include con il termine prima trasposizione anche la sequenza base di ciascuna scala. Da qui la differente accezione del termine trasposizione rispetto al suo consueto uso nel lessico musicale italiano. Da qui in avanti si useranno le denominazioni usate da Messiaen.
Come conseguenza ne deriva che data la seguente convenzione:
- 1 = semitono
- 2 = tono
- 3 = terza minore
- 4 = terza maggiore
- 6 = tritono
- 12= ottava

Nel sistema temperato l'ottava di dodici semitoni può essere suddivisa equamente in
1. dodici semitoni
2. sei toni
3. quattro terze minori
4. tre terze maggiori
5. due tritoni

Le possibili ulteriori suddivisioni di queste specie generano il seguente schema:

### Modi a una trasposizione
```
12 = 1+1+1+1+1+1+1+1+1+1+1+1 = scala cromatica
```

vi è un'unica trasposizione in quanto ogni trasposizione della scala cromatica ripete sempre la stessa sequenza di intervalli.

### Modi a due trasposizioni
```
12 = 2+2+2+2+2+2= Scala esatonale o a toni interi
```

Vi sono solo due possibili trasposizioni: una partendo da do ed una partendo da do#; partendo da re si ritrovano le stesse note della prima trasposizione.

### Modi a tre trasposizioni
```
12 = 3+3+3+3 = arpeggio dell'accordo di settima diminuita
```

ogni terza minore (3) si può dividere in
1+2 (equivalente a 2+1 facendo cominciare la scala dal "secondo grado" della precedente).

### Modi a quattro trasposizioni
```
12 = 4+4+4 = arpeggio della triade eccedente
```

ogni terza maggiore (4), escluse le combinazioni precedenti (2+2), si può dividere in
1+3 (equivalente a 3+1)
2+1+1 (equivalente a 1+2+1 e a 1+1+2)

### Modi a sei trasposizioni
```
12 = 6+6
```

Ogni tritono (6), escluse le combinazioni già incontrate (ad. es. 1+2+1+2) si può dividere in
1+5 (equivalente a 5+1)
2+4 (equivalente a 4+2)
1+4+1 (equivalente a 1+1+4 e a 4+1+1)
1+3+2 (equiv. a 3+2+1 e a 2+1+3)
1+2+3 (equiv. a 2+3+1 e a 3+1+2)
2+2+1+1 (equivalente a 1+1+2+2 e a 1+2+2+1)
1+1+3+1 (equivalente a 1+1+1+3, a 1+3+1+1 e a 3+1+1+1)
1+1+1+2+1 (equivalente a 1+1+1+1+2 a 1+1+2+1+1, a 1+2+1+1+1 e a 2+1+1+1+1)

## Pratica
Sono stati indicati in grassetto i modi citati da Messiaen nel suo Technique de mon langage Musical: egli prediligeva infatti quelle che meglio si attagliavano al "fascino delle impossibilità" da lui teorizzato, o quelle che gli fornivano moduli melodici particolarmente amati. Usò dunque i seguenti sette modi
|  | Modo 1 - do - re - mi - fa♯ - sol♯ - la♯ - do                      |
|  | modo 2 - do - re♭ - mi♭ - mi - fa♯ - sol- la - si♭ - do            |
|  | modo 3 - do - re - mi♭ - mi - fa♯ - sol - la♭ - si♭ - si - do      |
|  | modo 4 - do - re♭ - re - fa - fa♯ - sol - la♭ - si - do            |
|  | modo 5 - do - re♭ - fa - fa♯ - sol - si - do                       |
|  | modo 6 - do - re - mi - fa - fa♯ - sol♯ - la♯ - si - do            |
|  | modo 7 - do - re♭ - re - mi♭ - fa - fa♯ - sol - la♭ - la - si - do |

Definì poi con un numero in esponente le trasposizioni di ciascun modo: ad es. 21 è il "secondo modo a trasposizione limitata (1+2+1+2+1+2+1+2) che parte da do", mentre 22 quello che con la stessa sequenza di intervalli parte da re bemolle.
Egli in particolare usò il primo modo - la scala per toni interi - solo sovrapposto ad altri modi, ritenendo che da solo sia stato usato già adeguatamente dai suoi maestri.
I modi a trasposizione limitata sono stati utilizzati per la costruzioni di armonie sganciate sia dalla logica tonale, sia dalla logica delle triadi, secondo la poetica impressionistica, così da poter essere integrati facilmente tanto in reciproche combinazioni (modulazioni da un modo a una trasposizione di sé stesso, da un modo a un altro, sovrapposizione di più modi) quanto in combinazione con altri sistemi (musica tonale, musica atonale).

## Un po' di matematica
Per trovare tutti i modi a trasposizione limitata, tra tutte le possibili sequenze, si può utilizzare la funzione di partizione di 12 elementi, considerando la cardinalità di ogni sottoinsieme come numero di semitoni tra le note. Definiamo provvisoriamente forma la varietà di sequenze di toni di una scala. Le varie forme ottenute possono poi essere usate per costruire vari modi. Dato che p(12) = 77, esistono 77 forme di 12 semitoni, di cui il primo può essere la scala cromatica (1,1,1,1,1,1,1,1,1,1,1,1), e l'ultimo il salto di ottava (12). Tra questi due estremi si situano tutte le altre possibili forme di scale. I modi a trasposizione limitata sono quelli che dividono i sotto-intervalli in parti uguali, ad esempio
```
1,2,1  1,2,1  1,2,1
```

### Un esempio
Prendiamo la forma a 7 note
```
1,1,2,2,2,2,2
```

da questa otteniamo tutte le possibili permutazioni
```
1,1,2,2,2,2,2
1,2,1,2,2,2,2
1,2,2,1,2,2,2 <- 
Modo locrio

1,2,2,2,1,2,2 <- 
Modo frigio

[...]
2,1,1,2,2,2,2
2,1,2,1,2,2,2
2,1,2,2,1,2,2 <- 
Scala minore
 (eolia)
[...]
2,2,1,2,2,2,1 <- 
Scala maggiore
 (ionia)
[...]
2,2,2,2,2,1,1
```

Su questa forma abbiamo tutti i modi della scala maggiore, più altre combinazioni con due semitoni. Dato che non divide i sottointervalli in maniera equa, in quanto 12 e 7 sono reciprocamente primi, non contiene modi a trasposizione limitata. 
Se prendiamo invece
```
1,1,1,1,2,2,2,2
```

dato che 12 e 8 non sono primi, otteniamo i 2 modi di 3 ordine, 
```
1,2,1,2,1,2,1,2 <- 
Scala alternata

2,1,2,1,2,1,2,1 
```

e anche dei modi del 6 ordine
```
1,1,2,2,1,1,2,2
1,2,2,1,1,2,2,1
2,1,1,2,2,1,1,2
2,2,1,1,2,2,1,1
```

oltre a tutte le altre sequenze possibili. Ricordando la formula delle permutazioni con ripetizione, si può calcolare il numero di "scale" musicali possibili: basta sommare tutte le permutazioni delle 77 forme.